# Gomunice (gemeente)
De gemeente Gomunice is een landgemeente in het Poolse woiwodschap Łódź, in powiat Radomszczański.
De zetel van de gemeente is in Gomunice.
Op 30 juni 2004 telde de gemeente 6001 inwoners.

## Oppervlaktegegevens
In 2002 bedroeg de totale oppervlakte van gemeente Gomunice 62,57 km², waarvan:
- agrarisch gebied: 57%
- bossen: 34%

De gemeente beslaat 4,34% van de totale oppervlakte van de powiat.

## Demografie
Stand op 30 juni 2004:
| Omschrijving                   | Totaal | Totaal | Vrouwen | Vrouwen | Mannen | Mannen |
| ------------------------------ | ------ | ------ | ------- | ------- | ------ | ------ |
| eenheid                        | aantal | %      | aantal  | %       | aantal | %      |
| inwoners                       | 6001   | 100    | 3032    | 50,5    | 2969   | 49,5   |
| bevolkingsdichtheid (inw./km²) | 95,9   | 95,9   | 48,5    | 48,5    | 47,5   | 47,5   |

In 2002 bedroeg het gemiddelde inkomen per inwoner 1119,52 zł.

## Administratieve plaatsen (sołectwo)
Chruścin, Chrzanowice, Gertrudów, Gomunice, Karkoszki, Kletnia, Kocierzowy, Piaszczyce, Słostowice, Wąglin.

## Overige plaatsen
Borowiecko-Kolonia, Hucisko, Kletnia-Kolonia, Kolonia Chrzanowice, Kolonia Piaszczyce, Kosówka, Marianka, Paciorkowizna, Pirowy, Pudzików, Wielki Bór, Wojciechów, Wójcik-Fryszerka, Zygmuntów.

## Aangrenzende gemeenten
Dobryszyce, Gorzkowice, Kamieńsk, Kodrąb, Radomsko